# 郝星三
郝星三（1882年12月28日—1974年），名清照，星三是字，為中國山西省的知名企業家，清光绪九年十一月二十九日（1882年12月28日）生于山西省崞县（现原平市）南河底村，1974年8月4日郝星三因病在太原逝世，享年九十二岁。郝星三一生，为人诚信谦和、通达大度，且因从事工商企业而有丰富的经验和管理才能，经他创办的工厂和金融事业后来都相继成为太原市的名厂、名店。他也热心公益事业，曾为太原市前进公学和太原市南城区工业专科学校等社会事业分别捐赠过一定数量的基金。

## 生平
郝星三自幼天资聪颖又勤奋好学，四歲启蒙于其外祖父设于宏道镇的蒙馆。稍长因家境清寒，到太原福盛源布店学徒，每日工余，自置灯烛，苦学至深夜。以精于数学，于光緒三十年（1904年）考入天津银行学校金融經濟专科，至光緒三十二年（1906年）畢業。
郝星三从银行学校毕业后，先後服务于大清銀行、直隶省银行（后为河北省银行） 和中国通汇银行（今中国银行）。直到民初1912年，中国银行在太原创设山西分行，奉调回太原任职。山西分行行長張鳴崗浙江人，也是銀行學校同學；銀行学校同学中多有江浙望族子弟，種種有利因素使他们后来都成了各地中国、中央、交通、农业四大国家银行首脑，如中国银行天津分行经理卞白眉，副經理束云章，在學校時就与郝星三交好，後來对郝星三在山西融资办实业，帮助很大。
郝星三自入读银行学校，到调回太原中国银行為止，长期生活在天津。他在這座為當時華北最大商埠之中生活並未沾染不良習慣，律己极严，薪資所得大多捎回老家。其父用以建房置地，在村里创办了小学。后来郝星三兴办实业，越做越大，其家也逐渐成为村中首富。
郝星三在银行任职收入丰厚，積累不少資金後自资在太原前所街创立蚕业工厂。嗣因设备简陋，产品质量不佳，不久即倒闭。之後他辞去银行工作，于1921年招股集資建立晋丰银号，自己担任董事长兼经理，聘任侯端臣為常務副經理，晋丰银号设立在太原市帽儿巷西边的通顺巷。那時郝星三还担任山西省銀行董事。
民初以来，西方列强仍繼續在中國境內牟取利益，而山西省丰富的煤炭资源，为法商所重視，遂建正太铁路來開采沿线地下煤藏。晋人为取得矿权，乃集資建立阳泉保晋公司，自行开采，而郝星三對該公司也有投资认股。除此之外，他后来与省城权贵徐一清（字子澄，为阎锡山太太的叔父，曾任省咨议局长，粮服局长） 等发起，先后在太原市南肖墙，建立新记电灯公司（附设面粉厂）、晋生纺织厂；在大南门外（今迎泽公园西门以北），建立晋恒造纸厂；在榆次，建立晋华纺纱厂等股份制企业。而又为改革银号、钱庄沿用的旧式帐簿，郝星三又创立三余（工余、业余、学余）簿记学校，引进西式会计制度來培养新式财会人材。該事为同业所重视，遂公举郝星三出任山西省钱业公会主席。
八年抗戰伊始太原淪陷，各工廠亦均被日軍侵占，郝星三率全家逃難到四川，期間仍圖以劫後所餘在西南地區興辦實業，但受官僚資本的排擠和壓迫，終至掙扎不起；十餘年憂鬱疾憤無所建樹。无奈于1947年又回到残存的晋丰银号担任协理。
1949年太原被人民解放軍攻下後，其所創企業的私股被共產黨政府清出；1956年12月加入中国民主建国会，後曾担任太原市工商业联合会副主任委员以及太原市政协委员。
1974年8月4日郝星三因病在太原逝世，享年九十二岁。